# Renault FR1
El Renault FR1 fue un autocar de un piso producido por la división de autobuses de Renault Trucks en Francia entre 1987 y 1997.
El motor era un Renault de 6 cilindros con una cilindrada de 9834 cc, disponible en dos variantes: 223 kW (303 CV; 299 CV) y 250 kW (340 CV; 335 CV). Los modelos se designaron TE, TX y GTX, y existía la opción de una o dos puertas.
El modelo fue rediseñado en 1997 y renombrado Renault Iliade para reemplazar al FR1.

## Historia
El FR1 se creó a principios de la década de 1980 para sustituir al anterior CBM "Albatros". Se trataba de un modelo altamente innovador, en cuyo desarrollo también participaron ingenieros de la división automotriz de Renault. Por primera vez, se utilizó la cataforesis en un autobús para proteger la estructura autoportante. Finalmente, se prestó atención al coeficiente de expansión (Cd), que era inferior al de otros autobuses del mercado en aquel momento.
El Renault FR1 ganó el premio internacional al mejor autobús y autocar del año en 1991.
Para comprender bien las dificultades encontradas durante el estudio del proyecto de FR1, no es inútil repetir la historia pasada de las empresas.

### Contexto histórico
En 1967, Berliet fue adquirida por el grupo Michelin, que la fusionó con Citroën, de la que era propietaria. Citroën poseía entonces el 97% del capital de Berliet. En octubre de 1968, un acuerdo entre los grupos Michelin y Fiat dio lugar a la formación del holding PARDEVI SA - PARTicipation et DÉveloppement Industriel, que poseería el 55% de las acciones de Citroën SA. Inicialmente, se acordó que Michelin poseería el 63% y Fiat el 37%. En la práctica, Fiat tendría el 15% de Citroën, lo que parecía aceptable para todos, incluido el gobierno francés, atento a las joyas de la industria francesa.
El 28 de julio de 1970, se constituyó oficialmente PARDEVI SA, con el 55% de Citroën SA, pero la distribución del capital ya no era la misma: Michelin poseía el 51% de PARDEVI y Fiat el 49%. Para justificar esta nueva asignación, es necesario analizar la evolución de la situación financiera de Citroën en los últimos dos años. Citroën está inmersa en proyectos de capital intensivo: la adquisición de Maserati, la creación de la empresa conjunta Comotor y el desarrollo del SM. En Michelin, la gente empieza a cansarse de esta costosa filial automotriz, cuyo futuro solo puede lograrse mediante una alianza con un importante fabricante internacional. Sin recursos, ¿cómo se pueden afrontar estos retos? Mientras tanto, en Fiat, su gran jefe, Gianni Agnelli, tiene un único leitmotiv: el crecimiento y la internacionalización. En 1969, el gigante turinés, que compró Lancia y el 50% de Ferrari, se dotó de los medios para lanzar una ofensiva internacional. Además, Michelin y Fiat comparten una cultura común: la de una empresa industrial y familiar, lo que facilita el diálogo y la visión compartida.
El anuncio de esta división ha suscitado un acalorado debate y los ánimos están caldeados en Francia. Los representantes del gobierno quieren seguir de cerca la situación de Citroën, pero sobre todo, no quieren que la empresa caiga en manos extranjeras, especialmente italianas. Se están gestando serios desacuerdos entre los gobiernos francés e italiano. El gobierno francés teme que Fiat, propietaria de Simca, tras verse obligada a vender una participación mayoritaria (una restricción impuesta por el gobierno francés para la adquisición de Citroën), no tenga necesariamente como objetivo preservar las características únicas de Citroën. Citroën desearía verse como la filial de alta gama del fabricante italiano junto a Lancia.
Extremadamente irritado por la lentitud de la administración francesa y la indecisión respecto a la concesión de permisos de uso, en el Salón del Automóvil de Turín de noviembre de 1972, Gianni Agnelli pronunció un discurso que dejó atónitos a los franceses. En ella, anunció, en un tono abiertamente provocador, su ambición de adquirir las fábricas de Citroën y optimizar la producción de ambas marcas para lograr importantes economías de escala. Las autoridades francesas estaban preocupadas. Cuando, en 1973, Michelin anunció su intención de vender su participación del 51% en Pardevi a su socio italiano, quien, de hecho, tomaría el control de Citroën y Berliet con el 100% de Pardevi, el gobierno francés la vetó.
Por lo tanto, Fiat se vio obligada a abandonar sus ambiciones sobre Citroën y devolver su participación del 49% en Pardevi a Michelin, que se encontró sin un socio industrial, comercial y financiero. Los costes de desarrollo de la tecnología Wankel se habían disparado y el SM, un devorador de combustible, se vendía muy mal. Además, Maserati era un agujero negro financiero, y la competencia de los fabricantes franceses Renault y Peugeot era más fuerte que nunca. El DS se acercaba al final de su ciclo de vida, y el nuevo CX aún no estaba en el mercado. El futuro era sombrío, las finanzas estaban agotadas y Michelin no tenía ni los recursos ni la voluntad de recapitalizar su filial.
En 1974, Citroën se declaró en quiebra. El gobierno presionó a Peugeot para que adquiriera a su competidor, lo que se hizo efectivo en 1975, y ese fue el fin de la independencia de Citroën. La integración en el nuevo grupo PSA no estuvo exenta de dificultades, y la adquisición de Chrysler Europe en 1978 complicó aún más las cosas. Pero, al fin y al cabo, el honor se salvó y Citroën siguió siendo francesa.
El segmento de vehículos pesados Berliet, que Peugeot rechazaba rotundamente, fue transferido a la fuerza a la empresa nacionalizada Régie Renault, que no pudo negarse. Berliet se integró en Saviem para formar R.V.I. - Renault Véhicules Industriels en 1978, cuya división de autobuses se vendió a Fiat Iveco en 1999 y sus camiones a Volvo Trucks en 2001. Pero nadie se atrevió, pudo o quiso oponerse.
Berliet fue entonces absorbida por Régie Renault, que, cuatro años más tarde ante dificultades comerciales y financieras, reunió a Berliet y Saviem en un holding, Renault-Véhicules industriels (RVI), y las marcas Berliet y Saviem desaparecieron en 1980. Los dos fabricantes trabajaron por separado hasta 1976, cuando se formó SODIEVI - Société de Développement des Industries du Véhicule Industriel - para crear un banco común de componentes y un diseño único para los nuevos modelos.

## El autocar FR1
A finales de 1976, los dos fabricantes Saviem y Berliet propusieron cada uno su proyecto:
- Saviem quería conservar la base de las exitosas series S 45 / S 53 / S 105. Sin embargo, el E7 no estaba a la altura debido a su carrocería demasiado ordinaria. Berliet quería utilizar su PR 14 y sus hermanos menores, el PR 10 y el PR 12, que se parecían al Cruisair.

Los directivos de SODIEVI, conscientes de la enorme cuota de mercado francesa que estaba ganando la competencia extranjera, dieron la voz de alarma lanzando un proyecto verdaderamente nuevo a principios de 1977. A falta de una estructura común, el proyecto del nuevo autocar se confió al centro automovilístico Renault de Nanterre. A finales de 1977, el vehículo empezó a tomar forma sobre el papel. No se parecía en nada a un Setra, el autocar de referencia más copiado de la época. A principios de 1978, el proyecto se paralizó. Entre 1981 y 1982 se construyeron los primeros prototipos, así como los modelos de preproducción. El centro RVI de Villiers Saint Frédéric, en el departamento de Yvelines, probaría su rendimiento antes de realizar pruebas de fiabilidad, resistencia y puesta a punto en el norte de África. El FR1 se convirtió entonces en el principal proyecto de RVI. El prototipo presentaba algunas diferencias con respecto al modelo de producción, como los faros, tomados del Peugeot 604.
Renault presentaría el vehículo en tres longitudes y dos alturas, una de ellas elevada. Ya en 1982 había rumores de que un FR1 de preproducción estaba en camino, pero no se anunció nada oficialmente porque la fábrica de Annonay tuvo que ser adaptada y equipada para construir el FR1.
En julio de 1983, se publicaron fotos antes de la presentación oficial, que tuvo lugar el 7 de noviembre de 1983 en la sede de la RNUR (Régie Nationale des Usines Renault) en Boulogne Billancourt. El interior es similar al de un avión de largo recorrido, con portaequipajes cerrados. Cuenta con todo el equipamiento esencial para la comodidad de los pasajeros, como calefacción y aire acondicionado, gestionado por un PLC. La cabina está compuesta por tres bloques modulares con un volante ajustable en altura e inclinación. Los espejos retrovisores se controlan desde el salpicadero.
El FR1 presume de una estructura digna de un gran autocar. Su carrocería es autoportante, una tecnología derivada de la industria automotriz. Está protegida contra la corrosión por cataforesis. El FR1 utiliza nuevos materiales como plástico SMC moldeado en caliente y estructuras sándwich compuestas por dos láminas de aluminio que encierran "panales" de cartón rígido de baquelita.
La suspensión del FR1 se basa en la del E7, que tuvo un gran éxito, con ruedas delanteras independientes conectadas a la carrocería mediante un sistema de doble horquilla tipo MacPherson y muelles helicoidales. Los frenos son de discos ventilados. El eje trasero proviene del camión PX1141.
El motor está adaptado para gestionar todas las funciones del vehículo, que consumen cada vez más energía. Renault planea utilizar su motor MIDR 06.20.45.
Explicación de la referencia del motor:
- Inyección directa de aire de admisión refrigerado por aire
- 06 = 6 cilindros en línea turboalimentado
- 20 = 120 mm. de diámetro interior
- 45 = 145 mm. de carrera

Este tipo de motor demostró su eficacia en camiones entre 1981 y 1982. Ningún autocar recibió este motor de 285 CV DIN (210 kW) a 2200 rpm. Finalmente, no se seleccionó este motor debido a su falta de potencia para las versiones de gran turismo y sobreelevadas. Renault recurrió a Mack, que contaba con un motor menos voluminoso, el EE6.335. Este motor es un motor sobrealimentado de 6 cilindros (124 × 152 mm) que desarrolla 340 CV DIN (250 kW) a 2100 rpm.
Finalmente, el FR1 requirió 2500 empleados y 200 millones de francos para modificaciones en las instalaciones de producción. El objetivo era producir 7 FR1 al día en dos turnos. Los resultados muestran 400.000 horas de estudios, 250.000 horas de pruebas de prototipos y modelos de preproducción y 6.000 horas de formación, lo que eleva la inversión a 500 millones de francos, o 7.622.4509 euros (valor de 2015).

## La carrera de FR1
Ya en noviembre de 1983, se confiaron los primeros vehículos de demostración (tipo SFR110) a los principales clientes. Se organizó una visita a la fábrica de Annonay, donde se fabricaba el autocar, para 3.000 de ellos. El trabajo del departamento de ventas era complicado en un país donde los operadores de autocares compraban autocares de marcas extranjeras o aún conducían los antiguos modelos S53, E7 o Cruisair. Por lo tanto, era necesario convencer a todos de la fiabilidad y rentabilidad del FR1. En poco tiempo, RVI vio caer su cuota de mercado al 57% a pesar del gran éxito del S53. En enero de 1984, los pedidos parecían encaminarse hacia cifras prometedoras, pero fue la fábrica la que no dio abasto. A finales de mayo de 1984, solo se entregaron 25 FR1, con un récord de un vehículo producido al día a finales de abril de 1984. Fue un verdadero desastre financiero y comercial, con los transportistas impacientes cancelando pedidos. Los resultados a finales de 1984 fueron catastróficos. Se matricularon noventa y cinco FR1 de los 300 previstos, y solo se exportaron doce. 
Todos los transportistas se quejaron de la fragilidad de la caja de cambios, lo que impedía reparar o sustituir los vehículos. 250.000 horas de pruebas en fábrica no lograron identificar el problema. Cambiar de marcha era una pesadilla debido a la distancia entre la caja de cambios y la palanca.

### El FR1 GTS elevado
Fue en el Salón del Automóvil de París de octubre de 1984 que se presentó el FR1 elevado, denominado FR1 GTS, con carrocería de Gangloff. Se elevaba 455 mm y contaba con una bodega con 5 m³ adicionales. Adoptó todas las características de los demás FR1. Tras algunos problemas de adaptación para los conductores, recibió algunos pedidos de propietarios de grandes flotas.

### El FR1 americano
En 1983, Renault Véhicules Industriels adquirió la mayoría de las acciones de Mack. El último autocar Mack data de la década de 1950. En aquel entonces, los estadounidenses solo contaban con tres marcas nacionales de autocares y una extranjera, Neoplan. El FR1 parecía el vehículo ideal para restaurar la imagen de los autocares Mack, lo que llevó a especialistas estadounidenses a Francia para desarrollar el FR1, la «versión americana».
Las normas americanas que deben respetarse son:
- Longitud: 12,28 m (40 pies),
- Ancho: 2,44 m (96/102 pulgadas) / 2,59 m (2,59 m)

Mientras que las normas europeas limitan la longitud a un máximo de 12,00 metros y la anchura a 2,50 metros. (la anchura máxima aumentó a 2,55 m y la longitud a 15,00 m con 3 ejes el 1 de enero de 2000)
En Estados Unidos, se utilizaban dos versiones de autocares: una de dos ejes para conexiones aeropuerto-hotel y otra de tres ejes para viajes largos. Renault V.I. solo quería modificar la versión de dos ejes para que cumpliera con las normas estadounidenses. Sin embargo, los estadounidenses apostaban por la versión de tres ejes, lo que obligó a RVI a adaptar también el segundo vehículo. La versión de dos ejes con motor Mack de 340 CV precedió a la de tres ejes. El Mack FR1 tenía un parabrisas prolongado por una banda negra con el logotipo de Mack. Estaba equipado con cuatro faros rectangulares, intermitentes y luces traseras específicas, como los automóviles del país. Cinco luces de gálibo coronaban los techos delantero y trasero. 
El Mack FR1 fue presentado por Mack Trucks en la Asamblea General Anual de la Asociación Americana de Autobuses en Reno, Nevada, en 1985. Los tres primeros FR1 de demostración de doble eje se entregaron a finales de 1985. Las primeras entregas se programaron para el segundo semestre de 1986, con una previsión de una cuota de mercado del 10%, equivalente a entre 130 y 150 vehículos. Para lograrlo, Mack fijó el precio de venta en 175.000 dólares estadounidenses (127.320 euros en dólares de 2015).
Se planearon cinco versiones, de dos o tres ejes, con o sin inodoro, y equipadas con transmisión manual o automática. El motor Bulldog Power Mack E6 3 35 Econodyne se ofreció con la transmisión Mack T 2050 de 5 velocidades. Las entregas comenzaron en 1986 con 15 FR1 de doble eje y un FR1 de triple eje. Ante las bajas ventas, la aventura del Mack FR1 terminó tres años después.

### Las evoluciones del FR1 nunca se produjeron
Renault había invertido mucho en la versión de 3 ejes, un desarrollo novedoso para el fabricante en aquel momento, pero que, de hecho, no era muy popular entre los operadores de autocares. Esta versión, interesante para viajes de larga distancia, se utilizó ampliamente en Sudamérica y Australia. En Europa, varios fabricantes habían desarrollado la versión de dos pisos, y este tipo de autocar estaba teniendo cierto éxito en Francia, especialmente con el Setra S228 DT. Esta configuración interesó a RVI, que carecía de experiencia con este tipo de vehículo. Gangloff, quien había carrozado el FR1 GTS, inició un estudio y elaboró un proyecto mientras esperaba una base para producir un prototipo. Sin embargo, Renault recurrió a Jonckheere para desarrollar una versión de dos pisos, un proyecto que fracasó.

### Los problemas de FR1
El desarrollo del FR1 fue largo y laborioso, con multitud de pruebas y ensayos de todo tipo, y los ejemplares producidos no están exentos de graves defectos. Algunos operadores incluso afirman: "¡Solo hacen lo que quieren!".
Surgieron varios problemas recurrentes:
- Caja de cambios tipo B8 con cambios de marcha muy difíciles. La nueva B9 se ofreció como opción para mejorar las condiciones de conducción. Fue reemplazada en el modelo de 1986 por una ZF S 6/90 de 6 velocidades.
- Los circuitos de aire acondicionado y electroneumáticos fallaron rápidamente; controlaban las puertas, entre otras cosas.
- Los motores Mack se incendiaron.
- Frenado deficiente o incluso inadecuado, justificado, según RVI, por los forros de freno sin amianto.

De los FR1 entregados en 1985, 230 en garantía regresaron a la fábrica de Annonay para ser modificados. Renault tuvo que proporcionar autobuses de reemplazo a los transportistas. Como los autobuses de demostración o de intercambio eran insuficientes, RVI tuvo que matricular 48 nuevos. Las ventas disminuyeron un 20 %.
El año 1986 finalizó con 217 FR1 vendidos en Francia y 46 exportados, 16 de ellos a Estados Unidos.

### El FR1 GTX
Tras todos estos altibajos, las renuncias y los enormes costes de posventa, el FR1 comenzó a despegar y se encaminó hacia el éxito. Una vez resueltos los problemas, el FR1 alcanzó cierto éxito, aunque la versión GTS nunca logró convencer a los transportistas, que preferían el Setra Serie 200 o el Van Hool Acron T8. Cabe destacar que la versión FR1 GTS de Gangloff era muy artesanal.
En 1989, Renault lanzó una versión elevada, denominada "de fábrica": el FR1 GTX. Más bajo que el GTS (3,48 metros frente a 3,75 metros), conservaba el equipamiento interior del GTS. La reducción de altura de 265 mm permitió una mejor aerodinámica. Su peso se redujo en 600 kg, lo que ofreció un mejor rendimiento y un menor consumo de combustible. El GTX se presentó entonces como un nuevo modelo, con una serie de pruebas de seguridad pasiva que RVI destacaría. El GTX también marcó el final de doce años de colaboración con Gangloff. Gracias al GTX, las ventas aumentaron en Francia e incluso en el extranjero.
Tras trece años y aproximadamente 5000 unidades producidas en 2700 días, Renault tuvo que sustituir el FR1 por un modelo nuevo y más moderno. Pero para RVI, ¡crear un nuevo autocar con unos costes de diseño, desarrollo y producción tan elevados ya no era una opción! El FR1 había costado demasiado; su reemplazo sería una simple renovación del FR1. En el Salón del Automóvil de París de 1996, el Iliade sustituyó al FR1, que sería comercializado por Renault y posteriormente por Irisbus hasta 2007.
En 1991, el FR1 GTX recibió el premio al Autobús y Autocar del Año.

## Versiones
A continuación se presenta un resumen de las versiones producidas:

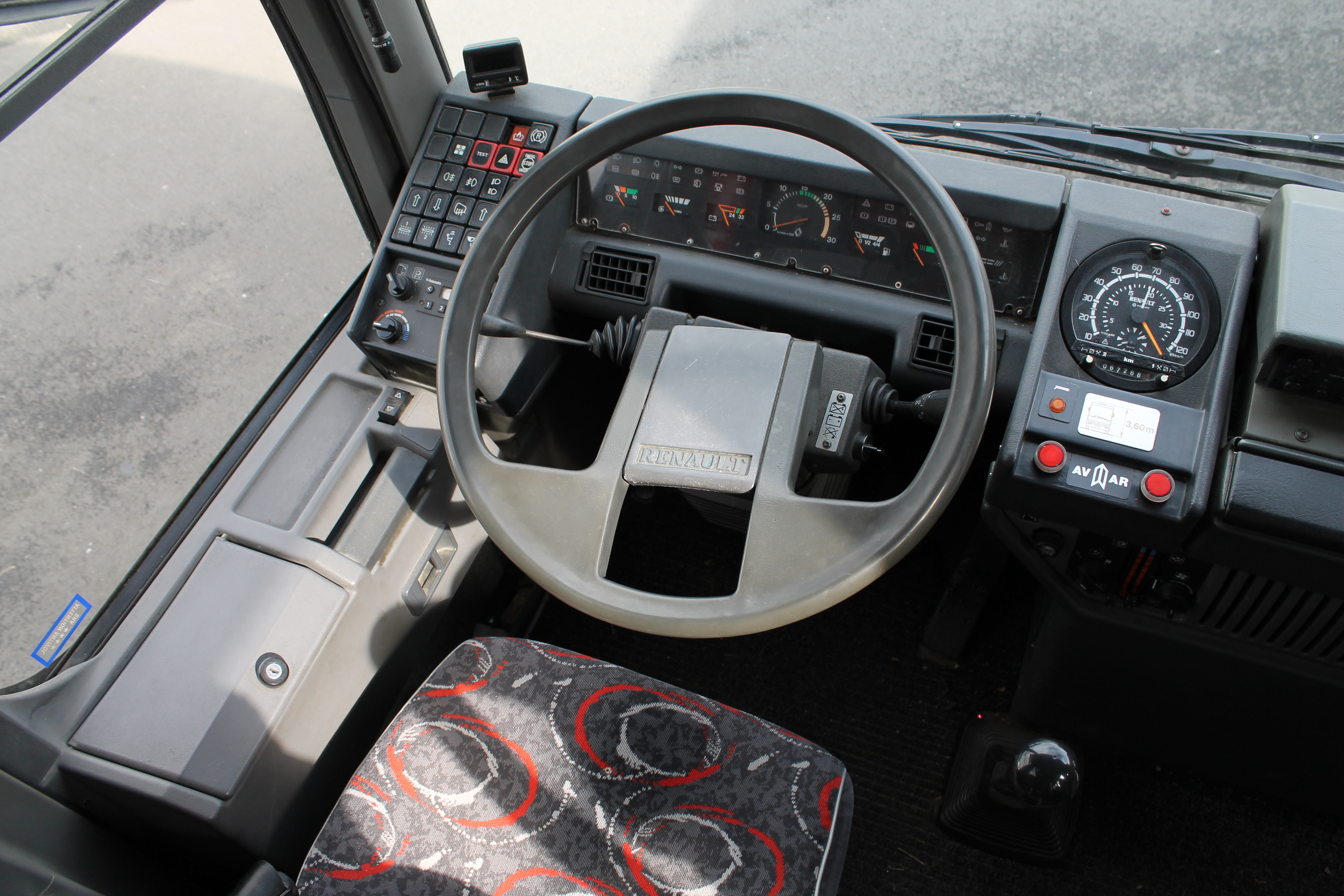
Tablero de instrumentos de una transmisión manual FR1

### FR1 12
- Longitud: 11,9 metros
- Definición: Interurbano, Gran Turismo
- Versiones: GT1, T1, E1
- Asientos: 50 a 55

### FR1 11
- Longitud: 11,3 metros
- Definición: Interurbano, Gran Turismo
- Versiones: GT2, T2, E2
- Asientos: 46 a 51

### FR1 10
- Longitud: 10,6 metros
- Configuración: Interurbano
- Versiones: T3
- Asientos: 43

## Descripción

### Versión original
Los primeros FR1, comercializados en 1983, Se reconocen por sus ranuras de ventilación horizontales en el capó trasero. Las ranuras son verticales en la parrilla del motor. Los vehículos con doble rejilla de ventilación del motor en el lado izquierdo están equipados con aire acondicionado.
El vehículo se ofrece en tres longitudes (10,617 m, 11,381 m y 11,995 m) y dos alturas.
En 1987, el FR1 GT era la versión tope de gama con portaequipajes de estilo aeronáutico.

### Lista de diferentes versiones (en 1994)
- FR1 E
- FR1 T3
- FR1 M340
- FR1 TX
- FR1 GTX

El chasis FR1 también fue carrozado por otros fabricantes, en particular Obradors (ST 315...) y Gangloff (FR1 GTS).

## Después de FR1
El FR1 fue la historia de éxito del Renault VI. Era común verlo en la mayoría de los estacionamientos.
Durante sus veinte años de funcionamiento, el FR1 fue versátil: podía operar autobuses escolares, rutas regulares y servicios ocasionales.

## Difusión
En Francia, gracias a su gran versatilidad y fiabilidad, el FR1 gozó de gran popularidad.
En Italia, sin embargo, solo se vendieron unos pocos ejemplares, y otros modelos se fabricaron sobre el chasis FR1 por carroceros italianos como Barbi, Padane y Portesi, pero siempre en tiradas muy limitadas. Padane, en particular, llegó a un acuerdo con el fabricante francés para construir un vehículo de la serie MX basado en el chasis FR1, llamado OPERA, acrónimo de Officine Padane E Renault Autobus. Producido en una "edición limitada", pretendía ser una versión más exclusiva que el modelo francés.